# Guillaume de La Marck
Pour les articles homonymes, voir de La Marck.
Ne doit pas être confondu avec Guillaume II de La Marck.

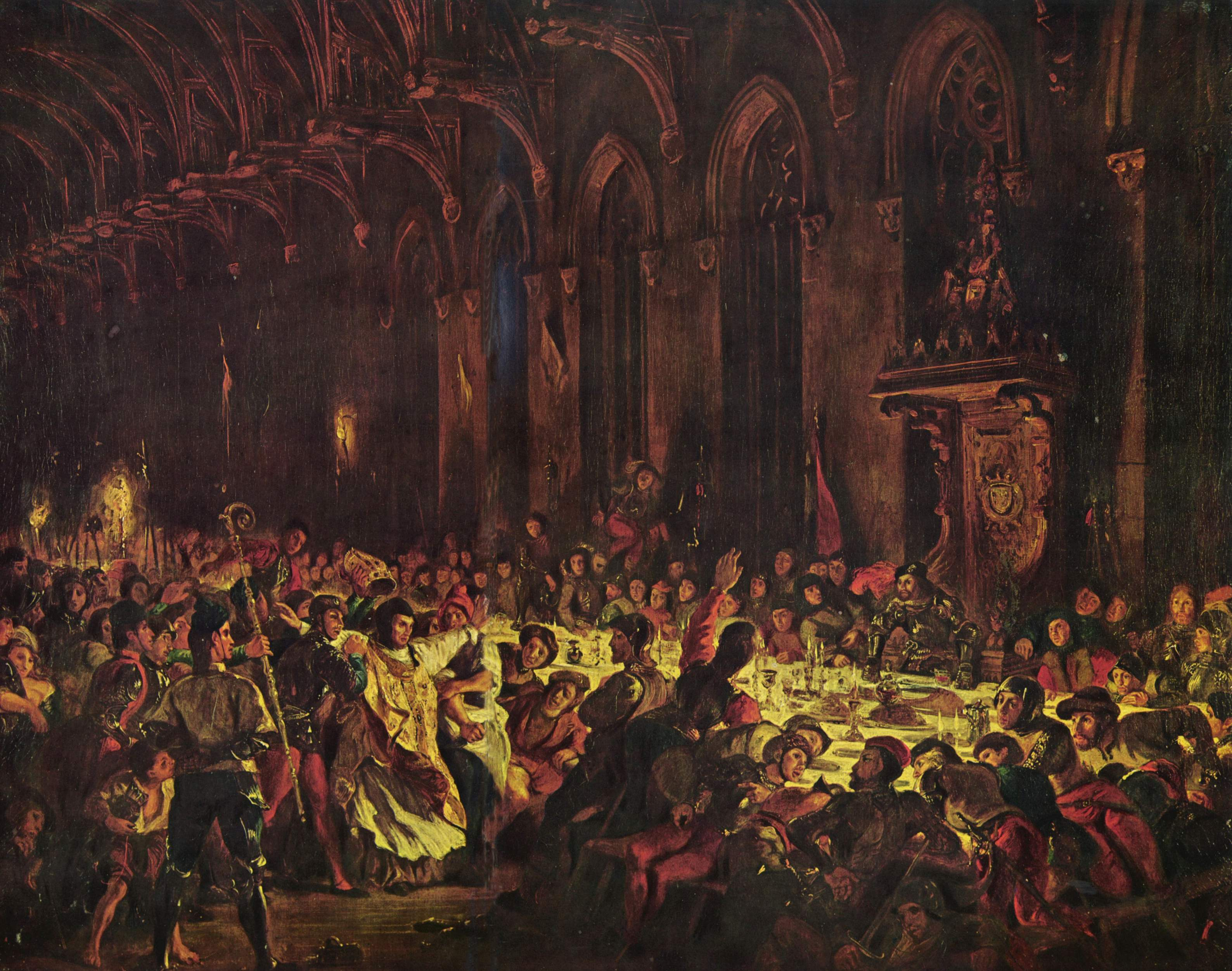
L'Assassinat de l'évêque de Liège par Eugène Delacroix

Guillaume de La Marck, né vers 1440 et mort décapité en juin 1485 à Maastricht, surnommé le Sanglier des Ardennes ou Guillaume à la barbe, seigneur de Lumain et de Schleiden, est un des seigneurs féodaux les plus puissants de la principauté de Liège.
D'abord au service du prince-évêque de Liège (1477), il passe ensuite au service du roi de France Louis XI et prend en 1482 le contrôle de la principauté, provoquant l'entrée en guerre du régent des Pays-Bas bourguignons, Maximilien d'Autriche. Il est fait prisonnier en 1484 et exécuté l'année suivante, mais la guerre se poursuit menée jusqu'en 1492 par ses frères Évrard et Robert, ainsi que par son neveu Évrard.

## Contexte
La principauté de Liège, détenue par l'évêque de Liège, est un fief du Saint-Empire romain germanique, enclavé dans les Pays-Bas bourguignons, sur lesquels règnent les ducs de Bourgogne Philippe le Bon (de 1419 à 1467), Charles le Téméraire (1467-1477), Marie de Bourgogne (1477-1482), et Philippe le Beau (1482-1506), sous la régence (1482-1494) de son père Maximilien d'Autriche, fils de l'empereur Frédéric III.
Durant cette période, les ducs de Bourgogne sont généralement en conflit avec les rois de France Louis XI (mort en 1483), puis Charles VIII, notamment au cours de la guerre de Succession de Bourgogne, consécutive à la mort de Charles le Téméraire, qui ne s'achève vraiment qu'avec le traité de Senlis en 1493.

## Biographie

### Origines familiales et formation
Il est le dernier fils de Jean Ier de La Marck, seigneur d'Arenberg et de Sedan, et d'Anne de Virnenbourg.

Armes du rameau de Lumain (Lummen) de la maison de La Marck : D'or, à la fasce échiquetée de gueules et d'argent, au filet en bordure d'azur.,; Cimier : Une tête de bélier d'argent, accornée d'or, issante d'une couronne du même, dont la base est échiquetée comme la fasce de l'écu, le tout sur une capeline d'argent.

Il a deux frères : Évrard (1435-1496) et Robert (?-mort en 1489).
Il reçoit au château familial d'Arenberg une éducation suffisante pour bien se conduire dans les milieux les plus raffinés.
En 1474, à Saint-Trond, alors que sa patrie gémissait sous la botte de Charles le Téméraire, il a tué, sans raison apparente, le vicaire général Troncillon, homme peu dangereux.

### Au service de l'évêque de Liège (1477-1482)
Vers 1477, le prince-évêque de Liège Louis de Bourbon, qui espère gagner son amitié et renforcer son autorité avec son aide, l'élève au rang de grand mayeur et lui octroie la forteresse de Franchimont, près de Theux.
Cependant, bravant l'interdit du prince, Guillaume entreprend de fortifier le château afin de renforcer sa puissance militaire, et Louis de Bourbon, craignant un nouveau soulèvement, le fait bannir de Liège. Il décide alors[Quand ?] de le bannir pour sanctionner ses ambitions personnelles.

### Au service deLouisXI
Guillaume de La Marck se réfugie alors en France et indique au roi Louis XI que s’il lui fournit un corps de troupes, il assurera un passage libre aux Français dans le pays de Liège, au cas où ils voudraient entrer dans le duché de Brabant, la plus importante province des Pays-Bas bourguignons. Louis XI lui fournit une compagnie de cent lances (600 hommes) et 30 000 écus. Comme signe distinctif, les hommes de La Marck portent un habit rouge avec une hure de sanglier brodée sur la manche.

### Prise de Liège et guerre contre Maximilien (1482-1484)
En août 1482, un coup d'État est mené par Guillaume de La Marck, passé au service de Louis XI, qui prend le contrôle de la principauté de Liège. Il assassine le prince-évêque le 30 août 1482, lors d’une embuscade au moulin de Wez. Il se rend ainsi maître de Liège et de presque tout le pays, exerçant des représailles contre ceux qui refusent de se soumettre. Après cela, il continue de soutenir Louis XI contre Maximilien Ier.
Le 9 janvier 1483, il fait massacrer[pas clair] devant les portes du palais des princes-évêques Quentin de Thuin et Jean Ier de Courtejoye, bourgmestres de la cité, mandatés pour des négociations. Cependant, durant ce même mois, dans le village de Hollogne-sur-Geer se déroule une bataille sanglante opposant les troupes des Pays-Bas bourguignons de Maximilien aux forces liégeoises de Guillaume de la Marck ; elle entraîne la perte ou l’enfouissement possible de 98 monnaies. Elle est un désastre pour Guillaume, qui excelle dans les coups de main, mais dédaigne les règles les plus élémentaires de la stratégie.
Il se fait nommer mambour de la principauté, fait ensuite élire son fils Jean comme évêque (14 septembre), et reçoit du nouvel évêque, par le traité de Tongres (1483), le duché de Bouillon en engagement, qu'il cède en 1484 à son frère aîné Robert Ier.
Cependant, la majorité des membres du chapitre, réunis à Louvain, élisent Jean de Hornes, bientôt reconnu comme évêque légitime par le pape Sixte IV et par l'empereur Frédéric III. Il en résulte une guerre entre Maximilien d'Autriche, fils de l’empereur, et Guillaume. Le 21 mai 1484, ce dernier accepte de reconnaître Jean de Hornes.[pas clair]

### Exécution de Guillaume (1485)
L'année suivante, il est fait prisonnier par des soldats de Maximilien et conduit à Maastricht (duché de Limbourg) où il est décapité le 18 juin 1485.

### La guerre des frères de Guillaume (1485-1492)
Ses frères Évrard et Robert poursuivent la guerre contre Jean de Hornes et Maximilien d'Autriche, notamment pour venger Guillaume.
Une guerre civile désole le pays de Liège pendant sept ans. Évrard IV de La Marck (?-1531), fils d'Évrard III, s'empare trois fois de Liège. Il ne se réconcilie avec Jean de Hornes qu'après que celui-ci a demandé publiquement pardon pour l'exécution de Guillaume (juillet 1492).

## Mariage et descendance
En 1463, il épouse Jeanne d'Aarschot, dame de Schoonhoven (mort en 1506), qui lui donne :
- Jean, seigneur de Lumain, marié en 1499 avec Marguerite de Runkel, grands-parents de Philippe, dont descendent les actuels ducs d'Arenberg ;
- Guillaume, chevalier, seigneur d'Aigremont et, par son mariage avec Renée du Fou (veuve de Louis III de Rohan-Guéméné), sire de Montbazon, de Sainte-Maure et de Nouastre, décédé le 20 mai 1516, enterré dans l'église de Sainte-Maure, chambellan du roi ; il eut trois filles de son épouse Renée du Fou, ainsi que deux enfants illégitimes : 
  - Renée, mariée le 18 juillet 1520 avec Amé III de Sarrebruck-Commercy, Comte de Roucy et de Braine ;
  - Anne, x Jean III de Rambures ;
  - Françoise, x Joachim d'Hangest ;
  - (illégitime) Guillaume, sire d'Aigremont,
  - (illégitime) Françoise, femme de René de Villequier (arrière-petit-fils d'André de Villequier x Antoinette de Maignelais) et grand-mère maternelle d'Antoine, premier duc d'Aumont et comte de Châteauroux.
- Marguerite, mariée en 1483 à Lancelot de Barlaymont, puis à Frédéric de Sombreffe ;
- Marie-Isabelle/Jeanne[pas clair], mariée à Jean de Vaudémont, bâtard de Lorraine[pas clair], fils d'Antoine ;
- Adolphe, marié en 1478 avec Marie-Madeleine de Hamal, sans postérité ;
- Apollonie, mariée en 1472 à Dietrich de Pallant.

## Dans les lettres et les arts
- Roman : dans son roman historique Quentin Durward (1823), Walter Scott se montre plus sévère que ne l'avait été Commynes envers La Marck. Il en fait un noir « méchant » pour contraster avec le « bon » évêque Louis de Bourbon, à l'égard duquel il se montre trop indulgent[9].
- Peinture : la scène du meurtre de l'évêque, telle que Scott la décrit, fournit à Delacroix le sujet de L'Assassinat de l'évêque de Liège (1829)[10].
- Cinéma : Les Aventures de Quentin Durward, film de Richard Thorpe (1955) où le Sanglier est joué par Duncan Lamont.
- Télévision : Quentin Durward, feuilleton franco-allemand dirigé par Jacques Sommet (1971) où Guillaume de La Marck est joué par Jean Nergal.